# Cistugo lesueuri
Cistugo lesueuri är en fladdermusart som beskrevs av Roberts 1919. Cistugo lesueuri ingår i släktet Cistugo och familjen läderlappar. Inga underarter finns listade i Catalogue of Life.

## Utseende
Arten har i princip samma utseende och storlek som Cistugo seabrae (se beskrivningen för båda arter i artikeln om släktet). Svansen är nästan helt inbäddad i svansflyghuden och hudflikar på näsan (bladet) saknas. Öronen är inte formade som en tratt. På varje vinge förekommer en eller två körtlar som har lite avstånd från underarmen. Pälsen är tät med hår som på ryggens mitt är cirka 5 mm långa. Färgen på ovansidan varierar mellan gulorange, orangebrun, gulbrun, ljusbrun eller rödbrun. Cistugo lesueuri har en diploid kromosomuppsättning med 50 kromosomer (2n=50).

## Utbredning
Denna fladdermus hittas i Sydafrika och Lesotho. Habitatet varierar mellan buskskogar (fynbos), gräsmarker och klippiga områden. Individerna vilar ofta i bergssprickor.

## Ekologi
Exemplar som fångas i slöjnät är nästan tysta. De visar inte heller tydlig rörlighet. Enda undantaget är en rörelse med huvudet mot axlarna. Födan utgörs främst av tvåvingar och halvvingar.

## Bevarandestatus
Landskapets omvandling till jordbruksmark är i delar av utbredningsområdet ett hot mot beståndet. Även etablering av vindkraftverk kan ha negativ påverkan. Cistugo lesueuri dokumenteras regelbunden när regionens djurliv undersöks. IUCN listar arten som livskraftig (LC).

## Etymologi
Arten är uppkallad efter den franska naturforskaren Charles Alexandre Lesueur.
Enligt en studie från 2005 hedras istället en person med namnet J.S. le Sueur of L’Ormarins. Personen levde i Västra Kapprovinsen. Den hade en katt som fångade individen som senare användes för artens vetenskapliga beskrivning (holotyp).